# Deu Veado na Cabeça
Deu Veado na Cabeça (en español: Ciervo en la cabeza) es una película brasileña de 1982 del género pornochanchada dirigida por Bentinho.

## Trama
Para ganar una herencia, tres chicas tendrán que convertir a homosexuales en sus amantes.

## Elenco
- Carmem Angélica
- Mara Carmem
- Juca de Oliveira
- Lígia de Paula
- Emerson Fittipaldi
- Heitor Gaiotti
- John Herbert
- Sérgio Hingst
- Felipe Levy
- José Lucas
- Maristela Moreno
- Rosa Maria Pestana
- Nardo Sabatini
- Osmar Santos